# Anders Valentinus Dam
Anders Valentinus Dam (født 27. december 1970) er en dansk skuespiller.
Dam er uddannet fra Skuespillerskolen ved Aarhus Teater i 1999.

## Udvalgt filmografi
- På fremmed mark (2000)
- Regel nr. 1 (2003)
- Anja og Viktor - Brændende kærlighed (2007)
- Flugten (2009)
- Headhunter (2009)
- Superbror (2009)

### Tv-serier
- Pyrus i alletiders eventyr (2000)
- Hotellet (2002)
- Forbrydelsen (2007-2008)